# Герб Кіцманського району
Герб Кі́цманського райо́ну — герб територіальної громади Кіцманського району Чернівецької області, що затверджено рішенням Кіцманської районної ради 22 грудня 2001 року. 
Автор — В. Гнатюк.

## Опис
Гербовий щит має форму прямокутника з півколом в основі, розділеного на 3 частини зеленого, синього та срібного кольорів. 
На срібному полі щита зображено будівлю Успенської Свято-Вознесенської церкви, що у Лужанах, яка є найстарішою спорудою Буковини. На синьому полі зображено «Вогняного неосідланого коня», який був символом регіону на початку ХХ століття. У зеленому полі розміщені три золоті букові горішки.
Щит обрамлено візерунком з букового гілля, переплетеного синьо-жовтою стрічкою, що символізує державний прапор України. Вершину композиції вінчає квітка рододендрону, обрамлена колосками пшениці.

## Символіка
- Зелений колір символізує поля та ліси.
- Синій — водні ресурси району.
- Білий — символ ще непрочитаних сторінок історії краю.
- Церква символізує духовність.
- Кінь втілює прагнення до волі.
- Букові горішки вказують на ліси.
- Колоски позначають давні хліборобські звичаї.